# Rudari
Rudari – wieś w Rumunii, w okręgu Aluta, w gminie Scărișoara. W 2011 roku pozostawała niezamieszkana.